# Французько-північнокорейські відносини
Відносин між Францією та Північною Кореєю не існує, оскільки обидві країни не мають жодних офіційних дипломатичних відносин між собою. Франція є єдиним членом Європейського Союзу, який не визнає Північну Корею як державу.
За даними опитування Всесвітньої служби BBC 2013 року, лише 19% французів позитивно сприймають вплив Північної Кореї, в той час як 81% - висловлюють негативний погляд.

## Історія
Відносини між Францією та Північною Кореєю, в розумінні відносин між суверенними державами, офіційно відсутні. Франція є єдиним членом Європейського Союзу, який не визнає Північну Корею, водночас Естонія і Франція є єдиними двома членами Європейського Союзу, які не встановили офіційних дипломатичних відносин з державою. Це означає, де-юре, що Франція визнає суверенітет Республіки Корея над цілим Корейським півостровом.
Офіційна позиція Франції полягає в тому, що вона розглядатиме питання встановлення дипломатичних відносин з КНДР лише в випадку, якщо остання відмовиться від програми розробки та випробування ядерної зброї та покращить стан прав людини в країні.
Президент Франсуа Міттеран, який здійснив візит в Північну Корею в 1981 році, пообіцяв визнання Північної Кореї ще до його обрання на посаду.
Наприкінці 2009 року президент Франції Ніколя Саркозі призначив політика-соціаліста Джека Ланга своїм спеціальним посланником у Північній Кореї після аналогічного доручення на Кубі роком раніше. Ланг вирушив до Пхеньяна 9 листопада для, як він сам описував це, "місії прислуховування", спрямованої на вивчення двосторонніх зв'язків держав та, серед іншого, обговорення північнокорейської ядерної програми. Ланг проінформував американських чиновників, включаючи заступника держсекретаря Джеймса Штейнберга та спеціального посланника Сун Кіма, а також послів деяких країн, на зразок Росії, до того як про його призначення було публічно оголошено. Деякі критики ставили під сумнів кваліфікацію Ланга, втім Ланг стверджував, що він керуватиметься своєю "інтуїцією" для того, щоб у Північній Кореї таки відбулися зміни. 
18 грудня 2009 року Північна Корея погодилася на пропозицію уряду Франції створити Французький офіс співробітництва та культурних зв'язків як перший крок до нормалізації відносин між двома країнами. У жовтні 2011 року французьке міністерство закордонних справ повідомляло, що Франція стоїть на порозі відкриття офісу в Північній Кореї для розвитку культурних зв'язків та представлення французьких груп допомоги, які працюють у Північній Кореї. Офіс повинен був очолити французький дипломат Олів'є Вайсет, "враховуючи потреби, які були визначені в культурній та гуманітарній сферах", - заявив речник міністерства Бернар Валеро. Офіс, присвячений питанням культури та гуманітарним питанням, був відкритий у Пхеньяні 10 жовтня. Французький уряд дав зрозуміти, що відкриття офісу не означає офіційного дипломатичного визнання Північної Кореї Францією; таке визнання залишається можливим лише за умови "вирішення ядерної проблеми, налагодження міжкорейських відносин, а також покращення гуманітарної ситуації та ситуації з правами людини".

## Економічні відносини
Економічні відносини між Францією та Північною Кореєю також обмежені. У 2005 році французький імпорт з Північної Кореї становив 24 млн. євро, а французький експорт до Північної Кореї - 6 млн. євро.
У 2005 році на території Франції офіційно проживало 54 північнокорейці. Єдині жителі Франції в Північній Кореї - гуманітарні працівники. Франція надає гуманітарну допомогу КНДР і щорічно дозволяє невеликій кількості північнокорейських студентів навчатися у Франції. Це насамперед стосується адміністративної підготовки та навчання в галузі архітектури.
Північнокорейський фільм "Щоденник школярки" вийшов у Франції у 2007 році.